# Алг
Алг (грч. Αλγος, Αλγεα) је у грчкој митологији била персонификација бола и патње.

## Митологија
Хесиод у теогонији је помињао више оваквих демона или духова, односно користио је овај назив у множини. Према његовом писању, биле су кћерке божанства Ериде. Према Хигину, биле су потомство Етера и Геје. Оне су владале патњом и тела и ума и доносиле су плач и сузе. Биле су повезане са Ојзосом, демоном мизерије и Пентојем, богом жалости и нарицања. Њихова супротност су биле Хедона и харите. У ствари у „Анакреонтеји“ је било записано да када су харите рођене, ови демони су се повукли. У истом делу су забележена и појединачна имена ових демона; Лупа, Анија и Ах. У римској митологији је постојао исти овакав демон и називан је Долор.